# A 22-es csapdája (film)

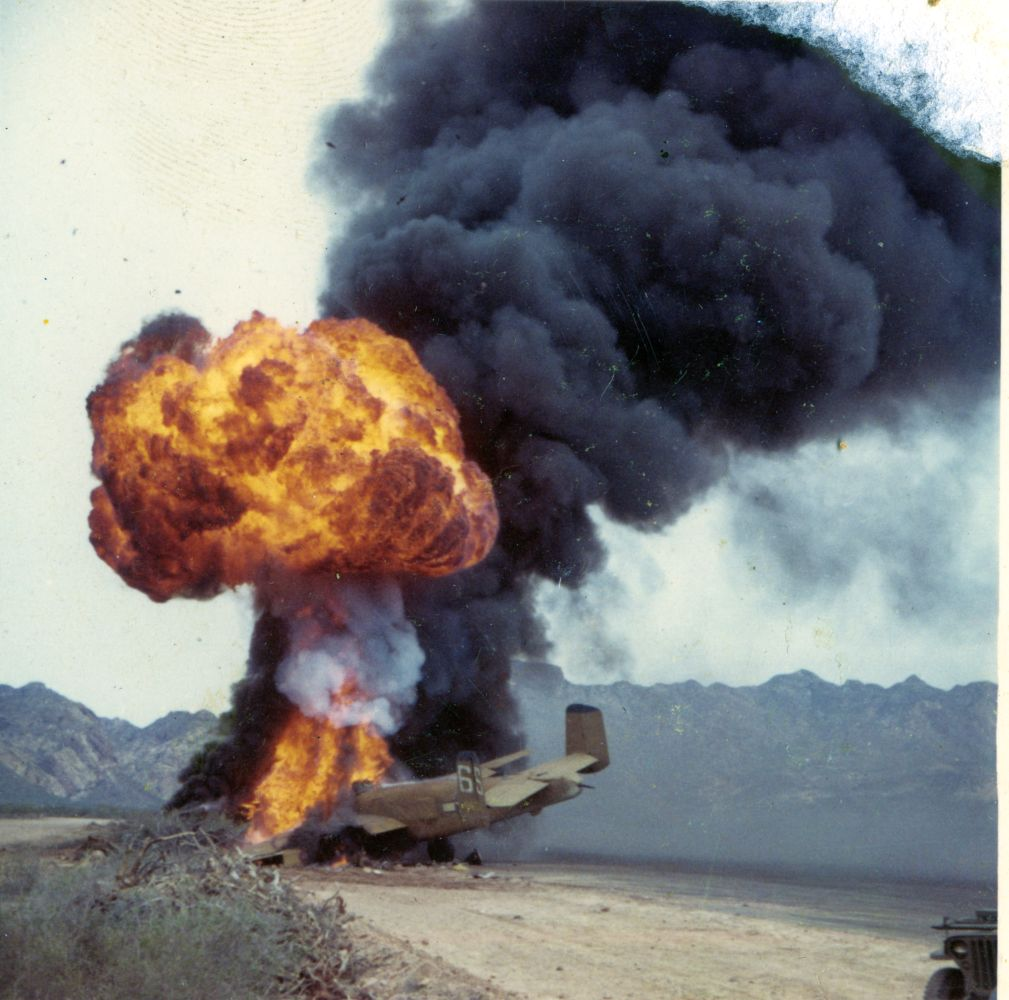
A bajtársak halála

A 22-es csapdája (eredeti cím: Catch-22) 1970-ben bemutatott amerikai szatirikus háborús film Mike Nichols rendezésében. A forgatókönyvet Joseph Heller azonos című regénye alapján Buck Henry írta, aki két évig dolgozott a szövegen. A fekete komédia egy „holdkóros karakter” körül játszódik.  
A főbb szerepekben Alan Arkin, Bob Balaban, Martin Balsam, Richard Benjamin, Olimpia Carlisi olasz színésznő, Marcel Dalio francia komikus, Art Garfunkel (filmszínészként először), Jack Gilford, Charles Grodin, Bob Newhart, Anthony Perkins, Paula Prentiss, Martin Sheen, Jon Voight és Orson Welles látható.

## Rövid történet
Egy kitalált, második világháborús Földközi-tengeri légi bázison egy katonai pilóta azt próbálja elérni, hogy elmebetegnek nyilvánítsák, hogy ne kelljen újabb bevetéseken részt vennie.

## Cselekmény

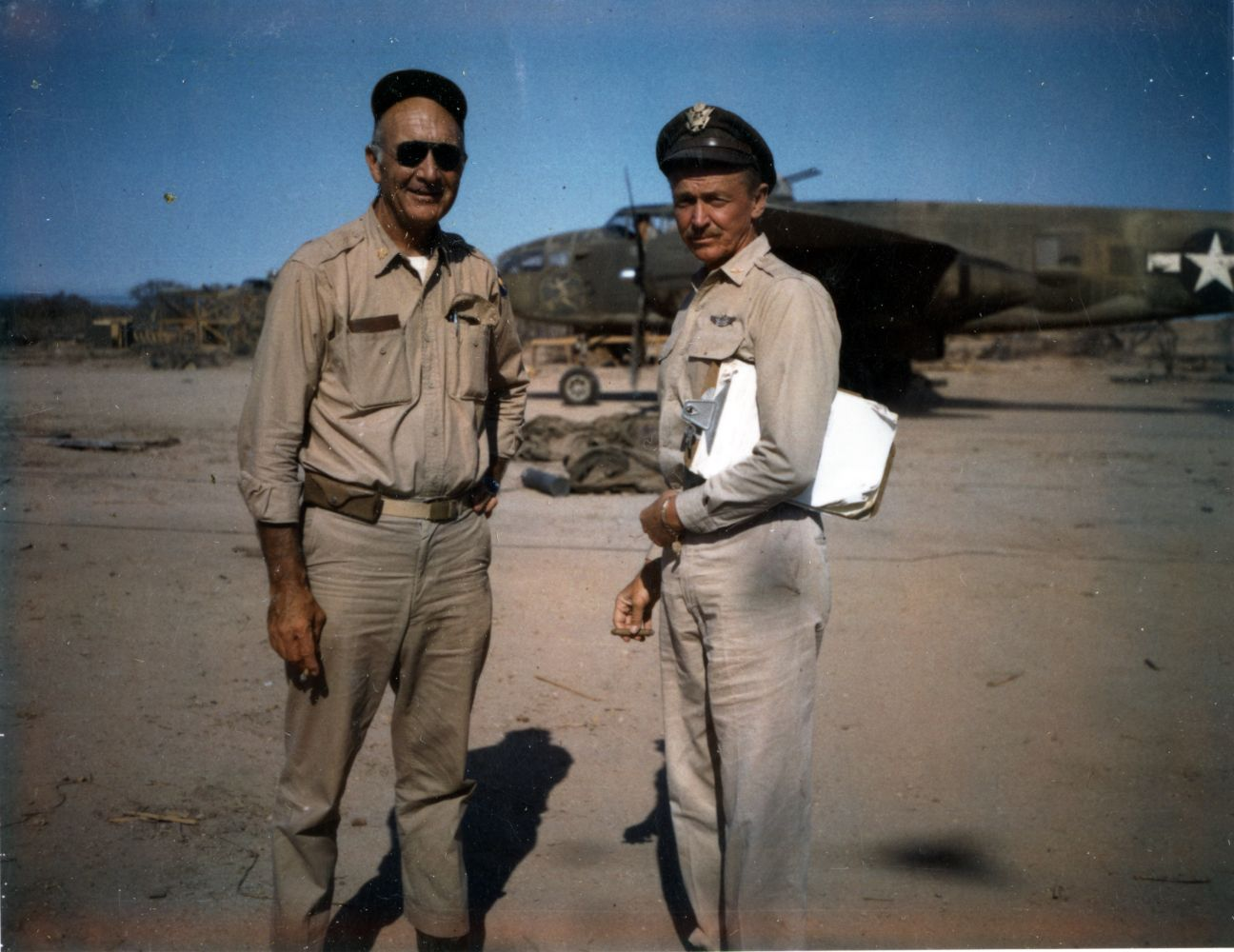
Pilóták

Yossarian százados (Alan Arkin) az amerikai légierő B-25 bombázó-pilótájaként, a valóságos Pianosa mediterrán szigetre képzelt bázison állomásozik a világháború alatt. A század tagjaival együtt rájön, hogy a repülés veszélyes küldetés, miután látta a barátait meghalni, keresi a kibúvót.
Hiába vonzó ötlet, hogy parancsnoka, Cathcart ezredes (Martin Balsam), folyamatosan növeli a bevetések számát, hogy haza lehessen kerülni, mielőtt bárki letölthetné a szolgálati idejét. Yossarian megtudja, hogy még egy idegösszeomlás sem mentesít az életveszélyes feladatok alól, ahogy azt Daneeka doki (Jack Gilford) mondja: a 22-es csapdája a légierő összetartó elve. Mint kifejtette, ha egy pilóta azért színlel őrültséget, hogy ne kelljen életét kockára téve felszállnia, már azt bizonyítja, hogy normális.
Yossariant rabul ejtette ez a nyakatekert logika, órákat tölt azzal, hogy megbirkózzon vele; Milo Minderbinder hadnagy (Jon Voight) közben bonyolult feketepiaci rendszereket agyal ki. Az őrült „Aarfy” Földimalac százados (Charles Grodin) gyilkosságot követ el: miután egy helyi lányt megerőszakolt, kidobta az ablakon. Nately hadnagy (Art Garfunkel) egy prostituált hálójába kerül, Danby őrnagy (Richard Benjamin) ostoba beszédeket tart, Orr százados (Bob Balaban) pedig minden bombázás előtt kényszerleszállást hajt végre. Eközben Duckett nővér (Paula Prentiss) alkalmanként ágyba bújik Yossariannel.
Yossarian túléli a gyilkossági kísérletet, amikor egy ismeretlen támadó hátulról leszúrja (a regényben „Nately kurvája” – a rendező, Nichols azt mondja, sajnálja, hogy csak így egyértelmű a film): a gyilkossági kísérlet látható a film elején és végén is. Miután felépült, Yossarian megtudja, hogy Orr százados a tengeren egy tutajon Svédországig evickélt, ahol svéd lányok mentették ki. Ahogy a Lelkész meg Danby őrnagy gondolta, és a most már megmenekült Orr tette is bizonyítja, az ismételt kényszerleszállások csak ürügyként szolgáltak a szökés gyakorlására, akárcsak az ő saját menekülésének tervezgetése – az őrületbe.

## A film készítése

### Adaptáció
A helyszín változott a könyvhöz képest. Több történeti ív kimaradt, sok szereplő a filmben párbeszédben mondja el, amit a többi karakter a könyvben megél, ezeket a forgatókönyvbeni változtatásokat Heller jóváhagyta, a film Nichols-féle kommentárja szerint, amelyet Steven Soderbergh DVD-kiadása tartalmaz. Sőt, Nichols szerint Hellert különösen lenyűgözte néhány jelenet, valamint Henry párbeszédei a filmben; azt mondta, jobb lett volna, ha ő is alkalmazta volna őket a regényben.
A regény tempója frenetikus, a szellemi feszültség, a hangvétel nagyrészt abszurd, rövid pillanatokkal tarkított, csikorgós, szinte borzalmasan realista. A regény nem követi a kronológiai sorrendet; inkább egy sor különböző, gyakran (látszólagos, később igazolt) független eseményt mutat be, a legtöbbjükben Yossarian a központi figura. A film egyszerűsítve nagyrészt követi az események időrendi sorrendjét, csak egy jelenet látható többször, Yossarian rémképei.
Egy ún. hosszú snitt az a jelenet, ahol Őrnagy százados elfogadja az őrnagyi rangot, miközben portréja az irodájában érthetetlen módon változik Roosevelt elnökéről Churchill miniszterelnökére, majd Sztálin pártfőtitkáréra.

### Repülőgép

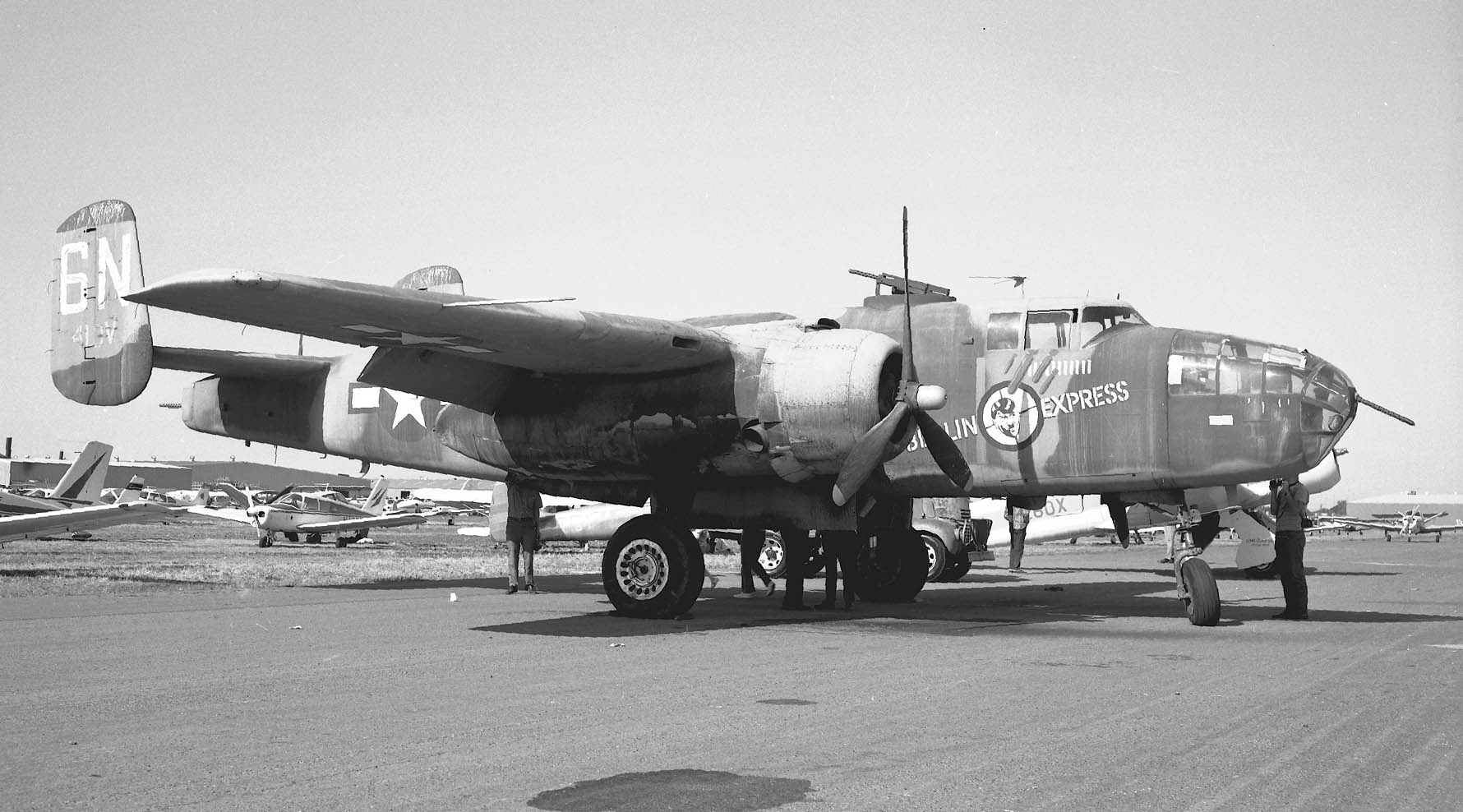
B-25-ös bombázó a filmből

A 17 millió amerikai dolláros költségvetésben a repülős jeleneteket hat hétre tervezték, de a légi sorozatokhoz előírt hat hónapos repülő kamera többe került, mivel a bombázóknál ez körülbelül 1500 órát jelentett. A filmvásznon-képernyőn viszont csak körülbelül tíz percet tesz ki mindez.
A 22-es csapdája híres szerepét a B–25 Mitchell kihaló repülőgépmodell játszotta. A film költségvetésébe 17 db B-25-ös repülő vázát szerezték meg Mexikóban, a leszállásokat Guaymas, Sonora, mexikói helyszínen forgatták. Egy repülőgép kiégett a leszállás helyszínén történt balesetben. A roncs végig a kifutópályán maradt.
A film kellékeiként ún. felső tornyok voltak telepítve, hogy képviseljék a különböző modelleket, több repülőgép volt felszerelve mögöttük a korábbi, B-25C/D típusú repülőgép szárnyaival. Kezdetben filmkamera a hajók áltornyaira is volt telepítve, de bizonyos problémák szükségessé tették az eltávolításukat.
Sok „Tallman légierő flotta” csinált filmes karriert, mielőtt a televíziónak továbbadták őket. Tizenöt a 18 bombázóból sértetlen maradt, köztük az egyik a Smithsonian Intézet Nemzeti Légi- és Űrmúzeumban van kiállítva.

### Halál a forgatáson
A második forgatási egység rendezője, John Jordan nem volt hajlandó viselni egy bombázójelenetben a biztonsági övet, kiesett a nyitott faroktoronyból 1200 m-es magasságon és szörnyethalt.

## Fogadtatás
A film nem aratott nagy sikert a kortárs állami vagy kritikusi körökben, kevesebb pénzt, elismerést, hozott, mint a MASH, a másik háborús témájú black comedy ugyanabból az évből. Emellett a film akkor jelent meg, amikor az amerikaiak egyre sértődöttebb, keserű, csúnya élményt értek meg a vietnámi háborúban, ami általános csökkent érdeklődést hozott a háborús filmek tekintetében, a kivétel csupán Patton MASH-e volt. Lucia Bozzola kritikus írta, hogy „a Paramount rengeteg pénzt költött a 22-es csapdájára, de kiüti a másik 1970-es háborúellenes komédia: Robert Altman MASH-e.” A filmről a történészek meg a kritikusok véleményét Jack Harwick és Ed Schnepf úgy jellemzi mint mélyen hibásat, megjegyezve, hogy Henry forgatókönyve összefüggéstelen, s hogy az egyetlen megváltó jellemzők a korlátozott légi felvételek voltak. A filmet kereskedelmi és kritikusi hibái ellenére mégis jelölték egy BAFTA-díj a legjobb operatőrnekre, valamint felhalmozott egy csomó muníciót a jövőbeni rajongói szektának. Egy modern újraértékelés szerint a film egy „szekta” kedvence, jelenleg 85%-kal a Rotten Tomatoes alapú 26-os értékelésen.

## Kiigazítás más médiában
A próbaepizód a 22-es csapdája sorozat volt, amit a CBS 1973-ban sugárzott, s amelyben Richard Dreyfuss játszotta Yossarian szerepét.
Voltak még más filmek is a 22-es csapdája címmel, beleértve a dokumentumfilmet (2007), valamint a rövidfilmeket: Új Szerződés (2009) és Catch22 (2010), de már független, vagy a könyv, vagy a film adaptációiként.

## A populáris kultúra
- A Simon & Garfunkel-dalt, Az Egyetlen Élő Fiú New Yorkbant akkor írta Paul Simon, amikor egyedül maradt ui. Art Garfunkel Mexikóba ment, hogy a filmben szerepeljen.[21]
- A háborúellenes dal, a „Bűntudat” punk-rock zenekartól, a Rise Againsttől jelenetek, párbeszédek a filmből; pontosabban, a vita Nately és az öregember között, ami előre jelezte a várható bukást az ősszel a nagy országokban, valamint az USA-ban, a vita arról a meggyőződésről, hogy „jobb lábon állva élni, mint térden állva meghalni.” Ugyanazok a szemelvények a filmből, amelyeket korábban az énekes Tim McIlrath, a „Teher” című számában használt fel egykori bandájával, a Baxterral előadva.[22]

## DVD
A 22-es csapdája újra megjelent DVD-n, Paramount Home Videón 2013. május 21-én, míg egy korábbi változat, 2004. május 11-én.

## Fordítás
- Ez a szócikk részben vagy egészben  a   Catch-22 (film) című angol Wikipédia-szócikk ezen változatának fordításán alapul.  Az eredeti cikk szerkesztőit annak laptörténete sorolja fel. Ez a jelzés csupán a megfogalmazás eredetét és a szerzői jogokat jelzi, nem szolgál a cikkben szereplő információk forrásmegjelöléseként.